# امرؤ القيس
اِمْرُؤُ القَيْسِ حُنْدُجُ بْنُ حُجْرِ بْنِ الحَارِثِ الكِنْدِيُّ (500–540 مـ) شاعر عربي جاهلي ذو مكانة رفيعة، يُعد رأس شعراء العرب وأبرزهم في التاريخ ووصف بأنه أشعر الناس، وهو صاحب أشهر معلقة من المعلقات. عُرِف واشتهر بلقبه، واختلف المؤرخون حول اسمه، فقيل جندح وحندج ومليكة وعدي، وهو من قبيلة كندة. يُعرف في كتب التراث العربية بألقاب عدة، منها «المَلكُ الضِّلّيل» و«ذو القروح»، وكُني بأبي وهب، وأبي زيد، وأبي الحارث. وروى ابن قتيبة أن امرأ القيس من أهل نجد، وأن الديار التي وصفها في شعره كلها ديار بني أسد.  تنقل الشاعر في مواضع متعددة من شبه الجزيرة العربية وبلاد الشام ووصل إلى القسطنطينية عاصمة الروم.

## نسبه
هو امْرُؤُ القَيْسِ بْنُ حُجْر بْنِ الحارث بن عمرِو المقصور بن حجر آكلِ المرار بن عمرو بن معاوية بن الحارث الأكبر بن معاوية بن ثور بن مرتع بن معاوية بن كندة. وقال ابن قتيبة: هو من أهل كندة من الطبقة الاُولى.

## مولده ونشأته
ولد في نجد في قبيلة كندة، نشأ مترفًا ميالًا للترف؛ كان أبوه حجر ملكًا على بني أسد وغطفان، وأمه هي فاطمة بنت ربيعة التغلبية أخت كليب والشاعر المهلهل التّغلِبِيَّيْن. تعلم الشعر منذ صغره من خاله المهلهل، ولم يكف عن تنظيم الشعر الإباحي ومخالطة الصعاليك بالرغم من نهي والده له عن ذلك، فطرده إلى موطن قبيلته؛ دمون في حضرموت عندما كان في العشرين من عمره، فما إن قضى فيها خمس سنوات حتى مضى سائرًا في بلاد العرب مع أصحابه، ساعيًا وراء اللهو والعبث والغزو والطرب.
كان يتهتك في غزله ويفحش في سرد قصصه الغرامية، وهو من أوائل الشعراء الذين أدخلوا الشعر إلى مخادع النساء، سلك امرؤ القيس في الشعر مسلكًا خالف فيه تقاليد البيئة، فاتخذ لنفسه سيرة لاهية تأنفها الملوك، كما يذكر ابن الكلبي حيث قال: «كان يسير في أحياء العرب ومعه أخلاط من شذاذ العرب من طيء وكلب وبكر بن وائل فإذا صادف غديرًا أو روضة أو موضع صيد أقام فذبح وشرب الخمر وسقاهم وتغنيه قيانة، لا يزال كذلك حتى يذهب ماء الغدير وينتقل عنه إلى غيره». التزم نمط حياة لم يرق لوالده فقام بطرده ورده إلى حضرموت بين أعمامه وبني قومه أملا في تغييره، لكنه استمر في ما كان عليه من مجون وأدام مرافقة صعاليك العرب وألف نمط حياتهم من تسكع بين أحياء العرب والصيد والهجوم على القبائل الأخرى وسلب متاعها.
ابتدأت مرحلة جديدة في حياته بعد أن ثار بنو أسد على والده وقتلوه، فجاءه الخبر بينما كان جالسًا يشرب الخمر فقال كلمته الشهيرة: «رحم الله أبي، ضيعني صغيرًا، وحملني دمه كبيرًا. لا صحو اليوم ولا سُكْرَ غدًا، اليوم خمر وغدًا أمر»، فأخذ على عاتقه مسؤولية الثأر لأبيه، واسترجاع كفة حكم كندة، فحلف ألا يغسل رأسه وألا يشرب خمرًا، فجمع أنصاره واستنجد بقبائل أخواله بكر وتغلب، وقتل عددًا غفيرًا من بني أسد، فطلبوا أن يفدوه بمئة منهم فرفض، فتخاذلت عنه قبائل بكر وتغلب، وقد نظم شعرًا كبيرًا في هذه الأحداث.
اضطر أن يواجه المنذر ملك الحيرة، الذي استعان بكسرى ملك الفرس عليه، ما دعا امرأ القيس أن يهيم مستنجدًا بالقبائل دون جدوى فسُمي بالملك الضليل، حتى قرر أن يستنجد بالسموأل في تيماء، وسأله بأن يكتب مرسولًا إلى الحارث بن شمر الغساني ليتوسط له لدى قيصر الروم في القسطنطينية ليستنجده، وليعززه بحلفائه من قبائل العرب.
توجه إلى تيماء واستودع دروعًا كان يتوارثها ملوك كندة لدى السموأل، وقصد القسطنطينية بغرض لقاء القيصر جستينيان الأول، مع عمرو بن قميئة، الذي تذمر من مشقة الرحلة وقال لامرئ القيس: «غَرَّرتَ بنا»، فأجابه بقصيدة شجعه فيها، ووصف أحوال تلك الأحداث، ولما وصل إلى القيصر أكرمه وقربه منه، وأرسل معه جيشًا لاستعادة مُلك أبيه، إلا أنه غُرر به عند قيصر فحقد عليه وأرسل إليه جبةً مسمومة، وما إن لبسها حتى تسمم جسمه وتقرح ومات ودفن في أنقرة. وتشير مصادر آخرى إلى أن القيصر لم يفِ بوعده معه، ولكن لم يسممه؛ بل إن موته كان بسبب إصابته بالجدري في أثناء عودته، فتقرح جسده كله ومات نتيجةً لذلك ولذلك سُمي بذي القروح.
كان يعدّ من عشّاق العرب، ومن أشهر من أحب هي فاطمة بنت العبيد العنزية التي قال فيها في معلّقته الشهيرة، ومنها:

## شعره

### سبب شاعرية امرئ القيس واكتسابه مهارة الشعر العربي الفصيح
امرؤ القيس نجدي المنشأ واللغة واللحن؛ فقد ترعرع في ديار قبيلة بني أسد المضرية في نجد، بين العرب الخلص منهم، وسمع أشعار العرب النجديين وغيرهم من العرب النزاريين المعديين العدنانيين وأكثرَ مِن ذِكر الديار والمنازل والجبال والمياه والأودية والمواضع التي في بلاد نجد، وكان راوية لأبي دؤاد الإيادي النزاري، فانفتق لسانه بالشعر على حداثة سنه، وطمحت نفسه إلى مساجلة الشعراء النجديين، وكان محبًّا للجمال ومغازلة الحسان، كثير الأسفار، وتجشم الأخطار، والانتقال من دار إلى دار، ففتق ذلك قريحته، واختط لنفسه سبيلًا في الشعر فَضَلَ به مَن تقدمه، حتى نسب إليه كل حسن في عصره، وعفى على آثار من سبقه، وقيل إنه أول من وقف على الأطلال واستوقف، وبكى واستبكى
أشهر قصائد امرئ القيس، هي معلَّقَتُهُ، التي مطلعها:
وفيها يصف فرسه، فقال:

## دِينه
اختلف الباحثون في دين امرئ القيس وعقيدته على وجوه عدة متناقضة، ولم يكن لدى من اختلفوا فيه حججًا يستندون عليها في دعم ما ذهبوا إليه من مذاهب حول دينه سوى شعره، كل يأخذ منه ما يرى أنه يؤيد حججه ويفسره على ذلك، وعليه منهم من قال إنه وثني، وآخر قال إنه مزدكي، وآخر قال إنه نصراني، بينما رأى غيرهم أنه كان يقر بالله وقدرته في مواضع عدة في شعره، وهذا الأمر مستفيض في كلام العرب ممن كان على الحنيفية أو ممن كان يتخذ الأصنام؛ وهؤلاء لم يتخذوها كما قالوا إلا لتقربهم إلى الله.
احتج من قال بوثنيته، بأن امرأ القيس فيما روي عنه أنه لما خرج للأخذ بثأر أبيه مر بصنم تعظمه بعض العرب يقال له ذو الخَلَصَة، فاستقسم بقداحه وهي ثلاثة: الأمر والناهي والمتربص، فأجالها فخرج الناهي، فعل ذلك ثلاثًا فجمعها وكسرها، وضرب بها وجه الصنم. وقال: «عضضتَ بأير أبيك، لو كان أبوك المقتول ما عوَّقتني»، ثم غزا بني أسد فظفر بهم، والشاهد أن الصنم لم يستقسم عنده بشيء، وأنه إنما أتى ذا الخلصة ليتفاءل بقداحه، ولو كان يعبده أو يعبد غيره من الأوثان لما احتقره وضرب وجهه بالقداح وأقذع في الكلام معه، بل لما خالفه وغزا قتلة أبيه بعدما خرج له من الصنم ما خرج.
وهناك من قال إن امرأ القيس مزدكي، واحتج لهذا القول بأن جده الحارث كان كذلك، والحال لم ينقل التاريخ أن جد امرئ القيس ظل على دين مزدك وتابعته ذريته على ذلك. وكان الحارث قد اتخذ المزدكية وسيلة يقوم بها مقام المناذرة، ولما طارده كسرى لم يُسمع من فمه كلمة تتعلق بهذا الدين حتى فارق الحياة، ولم يرد عن امرئ القيس أي كلمة تشير إلى ما ذهب إليه من قال بمزدكيته.
بينما احتج من قال إنه نصراني، بالاستدلال على هذا بأن في شعر امرئ القيس مواضع عديدة يقر فيها بالله وقدرته وحسابه، وهي مما لا يقر بها الوثني والمزدكي، بينما ذكر الله مستفيض في كلام العرب في الجاهلية، وهذا القول لوحده ليس حجة، إذ يمكن أن يكون بذكره لله حينفيًا أو مثل غيره ممن كانوا يتخذون الأصنام وسيلة تقربهم لله حسب قولهم. والاستدلال بشعر الملك الضليل للدلالة على كونه وثنيًا أو مزدكيًا أو نصرانيًا غير مجدٍ، إذ إن لا شواهد في شعره تدل على اعتقاده بإحدى هذه الديانات.

## موت والده
كان لموت والده حجر على يد بني أسد أعظم الأثر على حياته ونقلة أشعرته بعظم المسؤولية الواقعة على عاتقه. رغم أنه لم يكن أكبر أبناء أبيه، إلا أنه هو من أخذ بزمام الأمور وعزم الانتقام من قتلة أبيه لأنه الوحيد الذي لم يبك ويجزع من إخوته فور وصول الخبر إليهم. يروى أنه قال بعد فراغه من اللهو ليلة مقتل أبيه على يد بني أسد: «ضيعني صغيرًا، وحملني دمه كبيرًا، لا صحو اليوم ولا سكر غدًا، اليوم خمر وغدًا أمر»، وأنشد شعرا وهو في دمون، وادٍ بالقرب من دوعن في حضرموت، قال فيه:
فلبس رداء الحرب في اليوم التالي واتجه صوب بني أسد فخافوا منه وحاولوا استرضاءه إلا أنه لم يرض وقاتلهم حتى أثخن فيهم الجراح وفاحت رائحة الجثث. وذكر الكلبي: أن امرأ القيس أقبل براياته يريد قتال بني أسد حين قتلوا أباه، فمر على تبالة وبها ذو الخلصة (صنم من أصنام العرب) وكانت العرب تستقسم عنده، فاستقسم فخرج القدح الناهي، ثم الثانية، ثم الثالثة كذلك، فكسر القداح وضرب بها وجه ذي الخلصة وقال: عضضت بأير أبيك لو كان أبوك المقتول لما عوقتني. ثم أغار على بني أسد فقتلهم قتلا ذريعا. ويروي اليعقوبي أن امرأ القيس قصد بني أسد في أول الأمر ولكنه أوقع بقوم من بني كنانة فصاح قائلا: «يا للثارات» مزهوا بما ظنه ثأرا من قتلة أبيه. فأجابه القوم: «والله ما نحن إلا من كنانة»، فأنشد قائلا:
وحينها أنشد قاتل أبيه عبيد بن الأبرص الأسدي قائلا:
وفي هذا يقول أيضًا في قصيدة له طويلة:
واتجه امرؤ القيس إلى اليمن، وأقام بها زمانا يطلب مددا من قومه. فجمع جمعا من حمير ومذحج أمده بهم الملك ذي جذن الحميري. فأتجه صوب بني أسد بذلك الجمع وانتقم من قاتل أبيه وذبح عمرو بن الأشقر سيد بني أسد. حينها أنشد الشاعر قائلا مزهوا بنصره:

## نهاية حياته

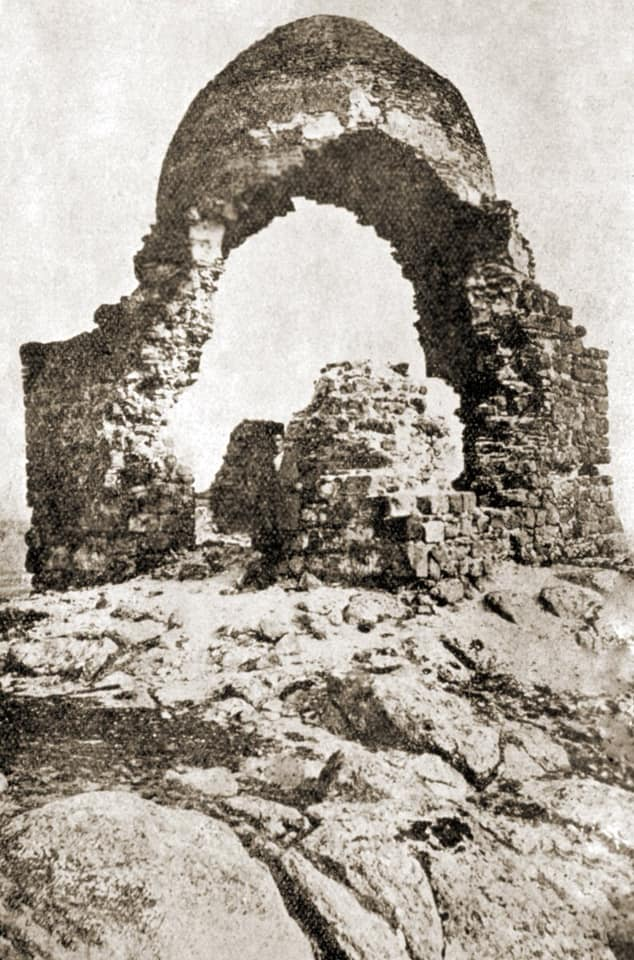
صورة قديمة لضريح امرئ القيس في حضرليك، بأنقرة، بتركيا

لم تكن حياة امرئ القيس طويلة بمقياس عدد السنين ولكنها كانت طويلة جدا بمقياس تراكم الأحداث وكثرة الإنتاج ونوعية الإبداع. لقد طاف في معظم أرجاء ديار العرب وزار كثيرا من مواقع القبائل بل ذهب بعيدا عن جزيرة العرب ووصل إلى بلاد الروم إلى القسطنطينية ونصر واستنصر وحارب وثأر بعد حياة ملأها في البداية باللهو والشراب ثم توجها بالشدة والعزم إلى أن تعب جسده وأنهك وتفشى فيه وهو في أرض الغربة داء كالجدري أو هو الجدري بعينه فلقي حتفه هناك في أنقرة في سنة لا يكاد يجمع على تحديدها المؤرخون وإن كان بعضهم يعتقد أنها سنة 540م، وقبره يقع الآن في تلة حضرليك بأنقرة.
هناك قصة تقول أن الإمبراطور جستنيان غضب من امرئ القيس بعد مغادرته القسطنطينية، لأنه اكتشف أنه أغوى واحدة من أميراته، وأرسل رسولا مع سترة مسمومة قدمت في شكل هدية، وأن امرأ القيس ارتدى السترة واشتد به المرض من جراء السم.
ويقال بأن الروم، أي البيزنطيين، نصبوا له تمثالًا بعد مماته، كان قائمًا حتى سنة 1262. وهذا ما أورده ابن العديم بأن الخليفة المأمون قد مر بتمثال امرئ القيس بالقرب من أنقرة أثناء غزوه للصافئة، وكذلك أخبر الزوزني في كتابه شرح المعلقات السبع.
لقد ترك خلفه سجلا حافلا من ذكريات الشباب وسجلا حافلا من بطولات الفرسان وترك مع هذين السجلين ديوان شعر ضم بين دفتيه عددا من القصائد والمقطوعات التي جسدت في تاريخ شبابه ونضاله وكفاحه. وعلى الرغم من صغر ديوان شعره الذي يضم الآن ما يقارب مئة قصيدة ومقطوعة إلا أنه جاء شاعرًا متميزًا فتح أبواب الشعر وجلا المعاني الجديدة ونوع الإغراض واعتبره القدماء مثالا يقاس عليه ويحتكم في التفوق أو التخلف إليه.
ولذلك فقد عني القدماء بشعره واحتفوا به نقدًا ودراسة وتقليدًا كما نال إعجاب المحدثين من العرب والمستشرقين، فأقبلوا على طباعته منذ القرن الماضي، القرن التاسع عشر في سورية ومصر وفرنسا وألمانيا وغيرها من البلدان التي تهتم بشؤون الفكر والثقافة.

## سيرة امرئ القيس
مثله مثل باقي شعراء العصر الجاهلي، الدلائل المادية على وجوده التاريخي تكاد تكون معدومة لأن الثقافة التي حافظت على هذا الإرث كانت ثقافة شفهية. وأول جهود تدوين الشعر الجاهلي بدأت في القرن الثاني والثالث بعد الإسلام، أقدم الإخباريين العرب الذين أشاروا لامرئ القيس كان ابن السائب الكلبي وهناك أربع روايات شفهية دُوِّنَت عن حياته ذكرها أبو الفرج الأصفهاني في كتاب الأغاني. من الناحية التاريخية المدونة، هناك لمحات من حياة امرئ القيس محفوظة ومسجلة في روايات الإخباريين في الكتابات البيزنطية الكلاسيكية، فجده الحارث بن عمرو الكندي مذكور ووجوده مؤكد في كتابات البيزنطيين. يذكر البيزنطيين شخصًا قريبًا للحارث بن عمرو اسمه كايسوس (قيس) كان ملكًا على قبيلة كندة ومعد، ولكن التاريخ الحقيقي لهذا الشاعر غارق في الأسطورة. ومن أبر آثاره أنه نقل الشعر العربي لمستوى جديد، وأنه خلد بيئته ومجتمعه في الذاكرة العربية، ولا يزال يعتبر من أعظم الشعراء العرب الجاهليين.

## وصلات خارجية
- ديوان امرئ القيس في بوابة الشعراء